# 은하영웅전설의 등장인물 목록
이 문서는 다나카 요시키가 지은 소설 《은하영웅전설》과 이 소설을 원작으로 하는 애니메이션에 등장하는 인물 목록이다.

## 은하 제국

### 로엔그람 왕조

#### 황실
라인하르트 폰 로엔그람
몰락한 하급 귀족가문인 뮈젤 가의 장남으로, 누나인 안네로제가 황제의 후궁으로 간택되어 끌려가자 타락한 골덴바움 왕조를 경멸하여 그들을 물리치기로 결심한다. 태생적으로 뛰어난 전략가로서 그 실력을 전쟁터에서 유감없이 보여주어 승리에 승리를 거듭하였고, 종래에는 구 귀족 세력을 몰아내고 제국군 최고 사령관이 된다. 그 뒤에는 '신들의 황혼 작전'을 통해 자유행성동맹과 페잔 자치령까지 제압한 후, 골덴바움 왕조를 축출하고 스스로 제위에 올라 로엔그람 왕조 초대 황제가 된다.
지크프리트 키르히아이스
라인하르트의 심복이자 친구. 어릴 때부터 라인하르트와 항상 같이 다녔는데, 사모했던 라인하르트의 누나를 빼앗은 부패한 권력층에 대해 라인하르트와 더불어 분노를 품게 된다. 라인하르트 다음 가는 실력자로서 전장에서 자신의 군인으로서의 뛰어난 역량을 과시하여 우주함대 부사령관의 지위에까지 오른다. 라인하르트를 지키기 위해 자신이 대신 암살자의 총에 맞아 숨을 거둔다. 사후, 제국 원수와 대공의 작위가 그에게 내려진다. 지크프리트 키르히아이스는 키가 190cm를 넘는 장신이다. 최종 계급은 상급대장.
안네로제 폰 그뤼네발트
라인하르트의 누나이자 키르히아이스에겐 연정의 대상이었지만 후궁이 되어 끌려가게 되고 라인하르트와 키르히아이스는 그 사건으로 인해 골덴바움 왕조에 대해 증오감을 품게 되었다. 키르히아이스 사후 산장에 은거한다.
힐데가르트 폰 마린도르프
라인하르트의 수석 비서관을 역임한 여성. 마린도르프 백작 가문의 딸로서 ‘립슈타트 전역’때에 대귀족 연합군을 단념하고 라인하르트 측에 가담한다. 그때의 예리한 정세분석이 그의 관심을 끌어 그의 휘하에 들어가게 된다. 총명하고 우수한 정치적 감각과 행동력을 가지고 있다. 키르히아이스가 죽은 뒤 그의 자리를 대신하여 라인하르트를 보좌한다. ‘버밀리언 성계 전투’ 에서는 그를 구출한 작전을 고안해 미터마이어로부터 ‘일개 함대의 무력보다 나은 지모의 소유자’라는 감탄을 받기도 했다. 지의 여신 미네르바에 비길만한, 활력에 넘치는 미소년같은 아름다움의 소유자이다. 후에 로엔그람 왕조의 초대 황후가 되고 라인하르트와의 사이에서 황태자 알렉산더 지그프리드를 낳는다.

#### 제국군
볼프강 미터마이어제국군 쌍벽의 하나. ‘질풍 볼프’로 불리는 명장. 기동전사 건담에서 조니라이덴에 비견될 정도로 뛰어난 기동력을 자랑한다. 로이엔탈과는 각별한 사이로 로이엔탈이 죽자 그의 아들을 양자로 삼는다. 애처가로 유명하다. 지크프리드 키르히아이스와는 달리 키가 작다. 최종 계급은 원수.
오스카 폰 로이엔탈미터마이어와 함께 제국군 쌍벽을 이루었고 전후 제국군 원수로서 3장관의 일원이 되고 동맹 총독이 되지만 라인하르트에 반란을 일으키고 패배한 후,부상으로 사망하고 만다. 양쪽 눈 색깔이 달라 '금은요동' 이라고 불리었었다. 최종 계급은 원수.
파울 폰 오베르슈타인태어날때부터 의안을 해야하는 유전적 결함으로 인해 골덴바움 왕조를 증오하여 라인하르트의 참모가 되어 제국을 파괴하고자 한다. 라인하르트의 신제국 수립 후 군무상서가 되지만 라인하르트가 죽던 날 테러로 사망한다. 최종 계급은 원수.
나이트하르트 뮐러라인하르트 휘하의 제독으로 양 웬리와는 서로를 존중하고 인정하고 있는 상대. 버밀리언 회전에서는 기함을 몇 번이나 바꿔 타면서 양 웬리의 맹공을 버터내어 '철벽 뮐러'라는 별명을 얻게 된다. 전후 양웬리의 장례식에도 조문객으로 참여한다. 이후 '사자샘의 칠원수'로 임명되어 최연소로 원수로 임명된다.
에른스트 폰 아이제나흐라인하르트 휘하의 제독. 말이 없기로 유명하다. 최종 계급은 원수.
울리히 케슬러라인하르트 휘하의 헌병대 총감. 일찍부터 라인하르트의 인정을 얻고 있던 제독의 한 사람으로서, 그 당시 헌병 대령이었던 것이 그의 인생을 결정지었다. 본인은 대함대의 지휘를 희망하고 있지만 유능한 군무관료로서 활약하고 신왕조에서는 헌병 총감과 수도 방위 사령관의 격무를 겸임한다. 아이러니하게도 군인으로서 헌병과 같은 활동을 정확하게 하지 않는 점이 오히려 인망을 모으기도 했다. 테러나 음모의 방지에 그 놀라운 솜씨를 발휘한다. 최종 계급은 원수.
프리츠 요제프 비텐펠트라인하르트 휘하의 맹장으로 ‘흑색창기병(슈바르츠 란첸타이터)’함대를 지휘하고 있다. 매우 저돌적인 성격이며 오베르슈타인을 싫어한다. 최종 계급은 원수.
코르넬리우스 루츠라인하르트 휘하의 제독으로 오베르슈타인을 매우 싫어하였으며 죽을 때 그보다 일찍 죽는걸 한탄하며 죽었다. 최종 계급은 상급대장.
아달베르트 폰 파렌하이트먹고 살기 위해 군이 되었고 브라운슈바이크 휘하의 립슈타트 동맹군에 참가했으나 립슈타트 전쟁 후 전향하였다. 이후 이제르론 공략전에서 양 웬리의 공격을 받고 전사. 원수로 추증된다. 최종 계급은 상급대장.
안톤 페르너브라운슈바이크 휘하의 장교였으나 안네로제 암살시도에 실패하고 투항하여 오베르슈타인 휘하에서 일하게 되었다. 최종 계급은 중장.
아르투르 폰 슈트라이트본래 브라운슈바이크 휘하의 장성이었으나 안네로제 암살음모가 실패로 끝나고 라인하르트 편으로 전향한다. 최종 계급은 중장.
아우구스트 자무엘 바렌라인하르트 휘하의 제독. 지구교의 암살 기도로 중독된 왼팔을 의수로 교체한다. 최종 계급은 원수.
칼 구스타프 켐프라인하르트 휘하의 제독으로 가이에스부르크 요새를 이끌고 양웬리와 맞붙지만 전사하고 만다. 최종 계급은 상급대장.
테오도르 폰 뤼케라인하르트의 휘하의 부관. 최종 계급은 소령.
에른스트 메크링거로이엔탈 등과 같이 일찍부터 라인하르트 진영에 속한 제독의 한 사람. 함대의 지휘도 물론이거니와 전쟁 국면 전체를 살피는 용병에 정평이 나있고, 참모로서도 귀중한 수완의 소유자이다. 후에 제 2대 참모 총감을 역임한다. ‘문인 제독’ 또는 ‘예술가 제독’의 별명으로 통하고, 수채화가, 산문시인, 피아노 연주가로서도 유명해서 이 시기의 제국에 많은 저작들을 남기게 된다. 최종 계급은 원수.
헬무트 렌넨캄프동맹의 고등판무관으로 오지만 양 웬리에 농락당하고 자살하고 만다. 그의 죽음으로 인해 양 웬리는 누명을 쓰고 동맹을 떠나 이제르론으로 도주하고 동맹은 멸망하게 된다. 최종 계급은 상급대장.
권터 키슬링라인하르트 폰 로엔그람의 친위대장. 계급은 준장.

### 골덴바움 왕조

#### 황족
루돌프 폰 골덴바움
골덴바움 왕조의 시조.
프리드리히 4세
라인하르트에게는 누나를 뺏어간 원수이지만 동시에 라인하르트가 황제가 되는데 큰 영향을 미친 인물이기도 하다.
에르빈 요제프 2세
제 37대 골덴바움 왕조 황제. 프리드리히 4세의 직계 손자이다. 프리드리히 4세의 죽음 이후, 외척의 권력 개입을 두려워한 리히텐라데 후작과 라인하르트에게 옹립되어 겨우 다섯살의 나이로 황제의 자리에 오른다. 후에 페잔으로 망명한 란즈베르크 백작 등에게 유괴되어 은하제국 정통 정부의 기치가 되지만 그 붕괴 후엔 행방불명된다. 자아를 억제하지 못하고 욕구를 폭력으로 발휘하는 성격을 가지고 있다.

#### 제국군
그레고르 폰 뮈켄베르거제국군 3장관의 한 사람이나 프리드리히 4세가 죽고 나자 퇴역한다. 최종 계급은 원수.
한스 디트리히 폰 제크트이젤론 주둔 우주함대 사령관이었으나 양웬리에 대항하다 전사하였다. 최종 계급은 대장.

#### 립슈타트 동맹
오토 폰 브라운슈바이크황제의 사위로서 라인하르트를 증오하여 반란을 일으키지만 결국 라인하르트에게 패하고 자결한다.
슈타덴미터마이어의 사관학교시절 교수였으나 항상 이론만 내세우는 실속없는 태도로 인해 많은 비난을 얻었다. 립슈타트 전투에서 미터마이어에 패해 포로가 된다.
오프레서장갑척탄병총감. 백병전의 달인으로 라인하르트를 싫어하여 브라운슈바이크의 반란군에 동참하지만 결국 의심받고 살해당하고 만다.
프레겔브라운슈바이크의 조카로서 반란군에 동참하지만 결국 부하들에게 살해당하고 만다.
빌헬름 폰 리텐하임황제의 사위로 브라운슈바이크와 함께 립슈타트 동맹을 이끌지만 브라운슈바이크와 불화를 일으키고 라인하르트와 싸우던 중 전사한다.
안스바흐브라운슈바이크 공작의 부하로서 라인하르트를 죽이려 하였지만 실패하고 대신 키르히아이스를 저승길 동무로 삼고 자결한다. 최종 계급은 소장.

#### 은하제국 망명정부
알프레트 폰 란즈베르크립슈타트 동맹당시 반란군에 동참하나 패전한다. 이후 페잔의 공작에 넘어가 에르빈 요제프를 유괴한다.

## 자유 행성 동맹

### 양 웬리 함대
양 웬리동맹 최고의 지장으로 어릴때 어머니가 죽은 뒤 아버지의 손에 이끌려 은하계를 떠돌아다녔다. 본래 역사가를 지망했지만 아버지의 죽음과 회사의 부도로 인해 공짜로 역사를 배우기 위해 사관학교에 들어갔다. 사관학교에서 뛰어난 전략가로서의 재능을 드러냈고 행성 엘파실에서 수백만의 피난민을 무사히 탈출시킨 일로 ‘엘파실의 영웅’으로 불리게 되었다. 그 후 아스타테 전투를 비롯해 제국군 최고의 요새라는 이젤론을 무혈 점령하면서 ‘미러클 양’, ‘마법사 양’등으로 불리며 동맹의 영웅이 되었다. 군이 싫었던 그는 항상 전역을 꿈꾸었지만 그의 재능을 원하던 군에선 이를 기각했다. 동맹이 제국에 패한 후 전역하여 프레데리카 그린힐과 결혼해 행복한 연금생활을 누리게 되나, 제국군 고등판무관 사건에 연루되고 동맹으로부터 버림 받았다. 이후 동료들의 도움으로 다시 이젤론 요새를 점거하고 라인하르트와 항쟁을 벌였지만 결국 지구교도에 의해 암살되었다. 하지만 그의 후계자인 율리안과 그의 미망인 프레데리카 그린힐은 라인하르트와의 협상 끝에 바라트 성계의 자치를 허락받고 민주공화정의 목숨을 연장할 수 있게 되었다. 최종 계급은 원수.
구엔 반 휴양웬리 함대 휘하의 맹장으로 분견 함대의 지휘관을 역임했다. 가이에스부르크 요새에 의한 이젤론 공격때 너무 자신한 나머지 패퇴한 적 함대를 끝까지 쫓아가다 미터마이어와 로이엔탈의 협공에 걸려 전사한다. 최종 계급은 소장.
무라이양웬리 함대의 참모. 독창적이진 않지만 치밀하고 정리된 이론을 도출해 내는 우수한 두뇌와 확실한 판단력의 소유자였다. 규격에 벗어난 참모들이 많은 양웬리 함대에서 그나마 양식과 질서를 한몸에 짊어지고 있어 '걸어다니는으로 불리고 있다. 그러나 퉁명스럽고 잔소리가 많은 면이 있어도 음습함과는 무관한 성격이고 항상 묵묵히 자신의 역할과 일을 다해 양웬리 함대에는 없어서는 안될 참모였다. 신경질적으로 보이게 마른 중년남으로 항상 딱딱한 표정을 하고 있다. 공화국 정부가 망하고 이제르론 공화정부마저 망할 때, 양 웬리의 함대에서 이탈한다. 정확히는 함대에서 이탈하고 싶은 사람들을 인솔하여 나가는 역할을 스스로 맡았다. 후에 제국군의 필요에 의해 양 웬리를 설득하기 위해 사자로 보내진다. 제국군에 의해 라그풀 교도소에 파에타, 시토레 등과 함께 수감된다. 그리고 교도소의 폭동이 일어나자 이를 진압하는 과정에서 부상을 입긴 하지만 생존한다. 최종 계급은 중장.
에드윈 피셔양 웬리 함대의 부사령관. 함대의 설립시부터 운용 책임자로서 그 임무를 다해왔다. 수수한 인물이지만, 함대 운용의 수완에는 명인다운 예술 감각을 발휘하여 ‘양의 오른팔’로서 그의 무수한 무훈에 공헌하고 있다. “이 사람이 없으면, 양 함대는 미아가 된다”고 말할 정도이다. 후에 이젤론 회랑의 결전에서 비텐펠트의 맹공을 받아 전사한다. 최종 계급은 중장.
이반 코네프스파르타니언의 파일럿. 포플란의 친구. 라인하르트와 교전중 전사한다. 최종 계급은 소령.
표트르 파토리체프양웬리 함대의 참모인 거구였지만 지구교의 테러로 사망한다. 최종 계급은 소장.

#### 이젤론 공화정부
프레데리카 그린힐드와이트 그린힐의 외동딸로서 14살 때 엘파실에서 양웬리에게 구출되었고 그에게 커피를 줬던 일로 인해 양웬리에게 연정을 품게 되었다가 양웬리가 13함대의 제독이 되자 그의 부관이 되었다. 전후 양웬리와 결혼하였고 양웬리의 이젤론행을 도왔으며 양의 사후 이젤론 공화정부의 주석이 되어 남편의 유지를 이어받아 제국군과 투쟁 끝에 바라트의 자치를 얻어낸다. 최종 계급은 소령.
더스티 아텐보로양웬리의 사관학교 후배로서 양 함대의 일원으로서 양 사후에도 동맹군을 지휘하여 바라트 성계 자치를 얻어내는 데 일조한다. 최종 계급은 중장.
라오아텐보로 휘하의 참모. 최종 계급은 중령.
율리안 민츠전쟁 고아는 군인 부모 밑에서 커야한다는 일명 ‘트라바스 법’에 의해 양웬리의 양자가 된 소년. 양의 영향을 받아 그를 따라 다니며 수많은 사람들을 만나게 되고 양의 사후 이젤론 공화국군의 총사령관이 되어서 제국군과의 저항끝에 바라트 성계의 자치를 얻어내게 된다. 최종 계급은 중위.
바그다쉬본래 구국군사회의에서 양웬리를 암살하기 위해 보냈으나 정체가 탄로나고 전향하여 정보관련 분야를 맏는다. 최종 계급은 대령.
알렉스 카젤느양의 사관학교 선배로 행정 처리의 달인. 결혼해서 두 딸을 두고 있다. 최종 계급은 중장.
올리비에 포플랭스파르타니안의 유능한 파일럿. 무책임하고 호색적인 성격. 최종 계급은 중령.
카테로제 폰 크로이처쉔코프와 망명 제국 귀족 여인 사이에서 태어난 딸. 애칭 카린. 아버지의 플레이보이 기질로 인해 남자에 대해 혐오감을 가지고 있으며 아버지와는 끝내 화해하지 못한다. 남자를 혐오하지만 율리안에게는 연정을 품고 있다. 최종 계급은 중사.

#### 장미의 기사(로젠리터) 연대
발터 폰 쇤코프
망명 제국 귀족 자제들로 구성된 백병전 전문 부대 ‘로젠리터’의 13대 연대장. 포플란과 함께 양 함대 일원으로선 플레이보이로서 쌍벽을 이루고 있다. 그 플레이보이 기질로 인해 딸 카테로제와는 사이가 안좋았고 죽을때까지 화해하지 못한다. 제국군과의 전투 중에 전사한다. 최종 계급은 중장.
라이너 브룸하르트
'장미의 기사' 부대원. 라인하르트와 회담을 하러 가는 양웬리를 경호하다 지구교의 테러로 사망한다. 최종 계급은 중령.
루이 마솅고
'장미의 기사' 부대원. 양과 율리안의 호위를 맡기도 한다. 쇤코프의 말에 따르면, 한 손으로 일개 소대 쯤은 해치운다고 할 정도로 백병전에 뛰어나다. 유능하고 충실한 호위역으로서 활약한다. 피부가 갈색이며 키가 크고 늠름한 외모를 가지고 있다. 후에, '시바 성계 전투'에서 적의 총격으로부터 율리안 일행을 보호하다 전사한다. 최종 계급은 소위.
카스퍼 린츠
'장미의 기사' 부대원. 쉔코프의 뒤를 이어 14대 연대장이 된다. 백병전 기술에도 능하고 방위 사령관으로서 직접 연대를 지휘할 수 없는 쇤코프의 보좌역으로서 동료를 잘 보살피고 있다. 화가를 지망하고 있어, 곧 열게 될 개인전을 위해서 자주 양 함대의 참모들의 스케치를 그리기도 한다. 또 연대 제일의 가수이기도 하다. 최종 계급은 대령.

#### 메르카츠 일행
빌리바르트 요아힘 폰 메르카츠제국군의 노련한 명장으로 브라운슈바이크의 설득을 받고 립슈타트 전쟁에 참여하지만 그들의 패배를 예상하고 동맹으로 망명, 양웬리 함대의 객장이 되어 라인하르트에 대항하지만 결국 전사한다. 최종 계급은 원수.(골덴바움 망명 정부 시절 원수 칭호를 받음. 그러나 복장은 항상 상급대장 시절 복장이다.)
베른하르트 폰 슈나이더메르카츠의 부관. 립슈타트 전쟁 이후 메르카츠를 따라 양웬리의 신세를 진다. 전후 메르카츠의 시신을 고향으로 데리고간다. 최종 계급은 중령.

### 동맹 정치가
로열 샌포드동맹의 최고평의회 의장이었지만 제국령 침공작전의 실패로 인해 사퇴하고 만다.
욥 트류니히트화려한 언변으로 민중을 선동하는 강경파의 포퓰리스트 정치인. 동맹을 망하게 한 장본인이다. 제국정부를 꼬드겨 입헌군주제를 만들어 권력을 영유하고자 하나 결국 동맹 총독으로 온 로이엔탈에게 살해당하고 만다.
제시카 에드워즈양웬리의 사관학교 동기 라프의 약혼녀였지만 약혼자가 전사하였다. 본래 음악학교 교사를 꿈꾸었지만 라프의 죽음을 계기로 반전파 국회의원의 선봉이 되었다. 쿠데타가 일어났을 때 규탄대회를 열지만 쿠데타군에 의해 살해당한다.
죠안 레벨로동맹의 마지막 최고 평의회 의장. 제국의 속국이 된 동맹에서 의장이 되었다. 반전파로서 의장직을 맡기 이전엔 최고평의회 재정위원장으로 경제분야의 전문가였다. 사심없는 깨끗한 정치가였으나 제국의 침공 이후 결국 시대의 희생자가 되어 군 통합본부의 로크웰 등에 의하여 살해당한다.
코넬리아 윈저동맹의 정치가로 최고평의회 정보교통위원장. 제국령 침공작전에 적극적으로 찬성하는 인물. 작전이 실패하자 사임당한다.
월터 아이란즈네그로폰티의 뒤를 이어 동맹의 국방위원장이 되었다. 취임 당초에는 트류니히트의 파벌이였으며, 부패한 정치인이였지만 라그나로크 작전 이후 정치가로써의 소임을 깨닫고 의장대리로써 군부에 적극적으로 협력하며 양 웬리에게 재량작전권을 보장하였다. 지구교의 세력을 등에 업은 트류니히트에 의해 동맹이 제국의 속국이 되자 레벨로에게 뒤를 맡기고 은퇴한다.
호안 루이최고평의회 의원으로 인적관리장관을 역임하고 있었다. 죠안 레벨로와는 친구사이. 견실한 민주주의 정치인이며 수완도 갖추고 있었다. 최고 평의회 의장 레벨로와 양 웬리에 대한 의견의 차이로 사임당한다.

### 동맹군
시드니 시틀레이
양웬리가 존경하는 동맹군 통합작전본부장이었으나 암리처 전투의 패배를 책임지고 퇴역한다. 후에 라그풀 교도소에 수감된다. 양 웬리의 사관학교 시절 교장이기도 했다. 최종 계급은 원수.
라즐 로보스
암리처 전투 때의 동맹군 우주함대 사령관. 군인의 이인자로 시토레 원수와는 라이벌 관계에 있었다. 일찍이 유능한 군인으로 약간 난폭한 면은 있지만 민첩한 지휘 능력을 갖고 있었다. 그러나 나이와 더불어 쇠약해지며 포크의 횡포를 방관하여 결국 암리처 전투에서 대패를 초래하게 된다. 패전 후 책임을 지고 사임한다. 최종 계급은 원수.
쿠브르슬리
시토레의 뒤를 이어 통합작전본부장직에 오르는 인물. 구국군사회의 쿠데타 직전 포크에 의해 중상을 입는다. 이후 정계에 의해 좌지우지되는 동맹군의 모습에 실망하여 퇴역한다. 최종 계급은 대장.
파에타
아스타테 전투 당시 양웬리가 소속된 함대(제 2함대)의 제독이었으나 전투가 불리해지자 양웬리에게 지휘권을 맡긴다. 이후 쿠브르슬리의 승진으로 비게 된 동맹령을 방위하는 제1함대 사령관으로 취임한다. 란테마리오 전투 중 동맹군 최후 전투까지 생존한다. 하지만 제국군에 의해 라그풀 교도소에 수감되며, 교도소에서 폭동이 일어나자 이를 진압하는 과정에서 사망한다. 최종 계급은 중장.
르페브르
동맹군 제3함대 제독. 암릿처 전투에서 전사한다. 최종 계급은 중장.
파스톨
동맹군 제4함대 제독. 아스타데 전투에서 전사한다. 최종 계급은 중장.
알렉산도르 뷔코크
양웬리가 존경하는 노령의 제독으로서 동맹군 제5함대를 이끈다. 사병으로 동맹군에 입대해 제독의 자리에까지 오른 입지전적인 인물. 로보스 퇴임이후 우주함대 사령관직을 맡았다. 이후 라인하르트를 말 아뎃타에서 궁지에 몰아넣으나 불리한 전력차를 극복하지 못하고 전사한다. 최종 계급은 원수.
무어
아스타테 전투 때, 중장으로서 동맹군 제6함대 제독을 맡고 있었다. 호탕한 맹장으로 알려져 있지만, 거칠고 유연성이 부족한 성격이었다고 한다. 아스타테 성계 전투에서, 참모 장교의 한 사람인 라프 소령의 진언을 듣지 않아 라인하르트의 기습을 받게 된다. 또한 이때, 적의 앞에서 무리하게 회전을 감행하여 전사한다. 최종 계급은 중장.
호우드
동맹군 제7함대 제독. 암릿처 전투에서 전사한다. 최종 계급은 중장.
애플턴
동맹군의 제8함대 제독이나 암릿처 전투에서 전사한다. 최종 계급은 중장.
알 살렘
동맹군 제9함대 제독. 암릿처 전투에서 미터미아어에 의해 부상을 입는다. 죄종 계급은 중장.
우란프
동맹군 제10함대 제독으로 옛날 대륙을 지배했던 북방 유목민족의 후예라고 하며 양웬리의 존경을 받았다. 암릿처 전투에서 전사한다. 최종 계급은 중장.
보로딘
동맹군 제12함대 제독으로 암릿처 전투에서 전사한다. 죄종 계급은 중장.
장 로베르 라프
양웬리의 사관학교 시절 동기이자 친구였지만 아스타테 전투에서 전사하고 만다. 제시카 에드워즈와 약혼한 사이였다. 최종 계급은 소령.
충 우 첸
하이네센 점령이후 우주함대사령장관 대리를 맡는다. 샌드위치 등 빵을 즐겨 먹는 식성으로 별명은 빵집 아들. 제국군의 제2차 라그나로크 작전에서 뷔코크와 함께 대항하나 전사한다. 최종 계급은 대장.
도슨
쿠브르슬리 퇴역 이후 통합작전본부장에 오르는 인물. 최종 계급은 원수.
앤드류 포크무리한 제국 원정 계획을 짜서 동맹군을 패퇴시켜 동맹의 전력을 약화시킨 장본인. 쿠데타에 가담했다 강제퇴역당하고 훗날 지구교에 가담해 양웬리를 암살한다. 최종 계급은 준장.
라이오넬 모톤
냉정침착하고 인내력이 강한 제독으로 제8차 이제르론 공방전에 양 웬리의 구원함대로써 참여하였으며 이후 14함대 사령관이 된다. 버밀리온 회전에서 전사. 최종계급은 중장.
랄프 칼센
15함대의 사령관으로써 뷔코크와 함께 말 아뎃타에서 라인하르트와 휘하의 제국군 사령관의 대군에 끝까지 저항하였으나 협공을 받아 전사하였다. 최종계급은 중장.

#### 구국군사회의
드와이트 그린힐
구국 군사회의의 의장. 원래는 대장으로서 원정군의 총참모장을 역임하기도 했다. 견실한 판단력을 갖추고, 세부까지 세심한 배려를 하는 참모로서 높은 직책을 얻었다. 군부 내에서 이성과 양식이 풍부한 인물이었지만 부패한 동맹의 정치 현실에 실망하고 이를 군부에 의해 극복하고 재건하려는 신념을 가지고 쿠데타를 일으킨다. 쿠데타가 양에 의해 좌절되고 라인하르트의 계략이었다는 것을 알게 되자 자결한다. 프레데리카의 부친이다. 최종 계급은 대장.
르그랑주
구국군사회의에 가담한 제독, 11함대 사령관으로써 구국군사회의의 유일한 실전부대 지휘관이였다. 양웬리와 교전 후 자결. 최종 계급은 중장.
에벤스
드와이트 그란힐이 살해당하고 토벌군 양 웬리의 하이네센 장악이후 양 웬리와의 스크린을 통한 대화를 한뒤에 자결하였다. 최종 계급은 대령.

## 페잔
아드리안 루빈스키
제 5대 페잔 자치령의 영주. 그는 거무스름한 피부를 갖고 있으며 대머리이다. ‘페잔의 검은 여우’라는 별명이 있다. 페잔의 경제력으로 우주를 지배하고자 한다. 목적을 위해서는 아들조차 제 손으로 죽이는 냉혹하고 비정한 야심가이다. 비밀리에 지구교도로부터 지령을 받는 처지에 있었지만, 벗어나려고 한다. 라인하르트로 하여금 우주를 통일하게 한 후, 그를 조종함으로써 야심을 이루려고 했다. 하지만 라인하르트가 페잔을 직접 점령함으로써 목적을 이루지 못하고, 지하에 잠복하게 된다. 트류니히트나 지구교도와 결탁해 로이엔탈의 반란을 부추기고 여러 음모를 주도한지만, 결국은 목적은 달성하지 못하고 악성 뇌종양에 시달리다가 사망한다.
보리스 코네프
페잔의 상인. 양 웬리과는 어릴적 친구이다. 루빈스키의 협박으로 인해 동맹에서 스파이 일을 하게 된 걸 못마땅하게 여기고 있다.
도미니크 산 피에르
루빈스키의 정부

## 지구교
그랜드 비숍
드 빌리에지구교의 사제로 지구교를 자신의 야망에 이용하는 인물. 각종 테러를 일으킨 장본인으로 결국 율리안에게 살해당하고 만다.
하인리히 폰 큄멜힐데가르트의 사촌동생으로 마린도르프가의 신세를 지고 있었으나 지구교의 사주를 받고 라인하르트를 암살하려다가 실패한다.

## 같이 보기
- 은하영웅전설